# Xylomya xixana
Xylomya xixana är en tvåvingeart som beskrevs av Yang, Gao och Shu Wen An 2002. Xylomya xixana ingår i släktet Xylomya och familjen lövträdsflugor.
Artens utbredningsområde är Henan (Kina). Inga underarter finns listade i Catalogue of Life.